# 本田海青
本田 海青（ほんだ かいせい、2001年7月19日 - ）は、日本の子役である。ジョビィキッズプロダクション所属。

## 出演

### テレビドラマ
- Livejack Special Drama×Song（関西テレビ）雄太 役
- 神の雫（日本テレビ）神咲雫（幼少期） 役
- 月曜ゴールデン やり直し工場長（TBS）剛 役
- グッドライフ （フジテレビ）海 役

### CM
- NTTドコモ「905i」ケータイ主観 エリアメール
- エンターブレイン「ダービースタリオンDS」
- タカラトミー「新装開店！ポケモンやき屋さん」

### モデル
- ABCマート